# Cardamomo
O nome cardamomo é usado para designar diversas espécies em três géneros da família do gengibre (as zingiberáceas): Elettaria, Amomum e Aframomum. O cardamomo foi usado pela primeira vez aproximadamente no ano 700 d.C., na Índia meridional, e foi exportado para a Europa, pela primeira vez, em cerca de 1200. São plantas nativas das florestas húmidas do sul da Índia, do Sri Lanka, Malásia e Sumatra. Hoje em dia é cultivado no Nepal, Tailândia e América Central. Constitui uma especiaria vastamente usada na Coreia, Vietname e Tailândia.

## Tipos de cardamomo e sua distribuição
Os três principais géneros da família do gengibre que são geralmente designadas como cardamomo têm a seguinte distribuição geográfica:
- Elettaria (ou cardamomo-verde) distribui-se da Índia até à Malásia;
- Amomum (também designado como Kravan, Cardamomo-de-java, cardamomo-de-bengala, cardamomo-siamês, grãos-da-guiné ou grãos-do-paraíso ou, ainda, cardamomo-branco, cardamomo-verde, cardamomo-vermelho e cardamomo-preto) tem a sua área principal de distribuição na Ásia e na Austrália;
- Aframomum (ou cardamomo-de-madagáscar) existe principalmente na África e Madagáscar.

## Uso pelo ser humano
Praticamente todas as espécies de cardamomo têm uso medicinal ou são usadas como especiaria. Em geral:
- Elettaria subulatum é usada como especiaria, como masticatório, além de poder, ainda, ser fumada. Serve de alimento para as lagartas de  Endoclita hosei.
- Aframomum é usada como especiaria;
- Amomum é usada como planta medicinal na medicina tradicional chinesa, indiana, vietnamita e coreana.